# Raïon de Nadejda
Le raïon de Nadejda (en russe : Наде́ждинский райо́н, Nadezhdinski raïon) est une subdivision administrative (raïon) et une municipalité (raïon municipal) du kraï du Primorié en Russie. Situé en Extrême-Orient russe, il couvre la vallée inférieure du fleuve Suifen/Razdolnaïa dans le sud du Primorié, et il est baigné par la baie de l'Amour. Son centre administratif est le village de Volno-Nadejdinskoïe, et il compte en tout 34 localités répartis en 3 municipalités. Sa population s'élevait à 40 669 habitants en 2023, soit le raïon le plus peuplé de tout le kraï, et il est dans l'aire urbaine de Vladivostok.

## Géographie
Le raïon de Nadejda est situé dans le kraï du Primorié, un sujet de l'Extrême-Orient russe. Il s'établit sur une superficie de 1 595,7 km2, dans le sud du kraï du Primorié. Le raïon borde 7 subdivisions du kraï du Primorié : l'okroug urbain d'Oussouriïsk au nord, l'okroug urbain d'Artiom à l'est, l'okroug urbain de Vladivostok au sud et le raïon de Khassan au sud-ouest.

Il est baigné par la baie de l'Amour, une baie du golfe de Pierre-le-Grand, golfe lui-même une partie de la mer du Japon. Le raïon est située dans le cours inférieure du fleuve Suifen/Razdolnaïa (appellations chinoise et russe respectivement), avec le delta de celle-ci. Le volcan Baranoski, désormais éteint, se trouve dans le raïon.

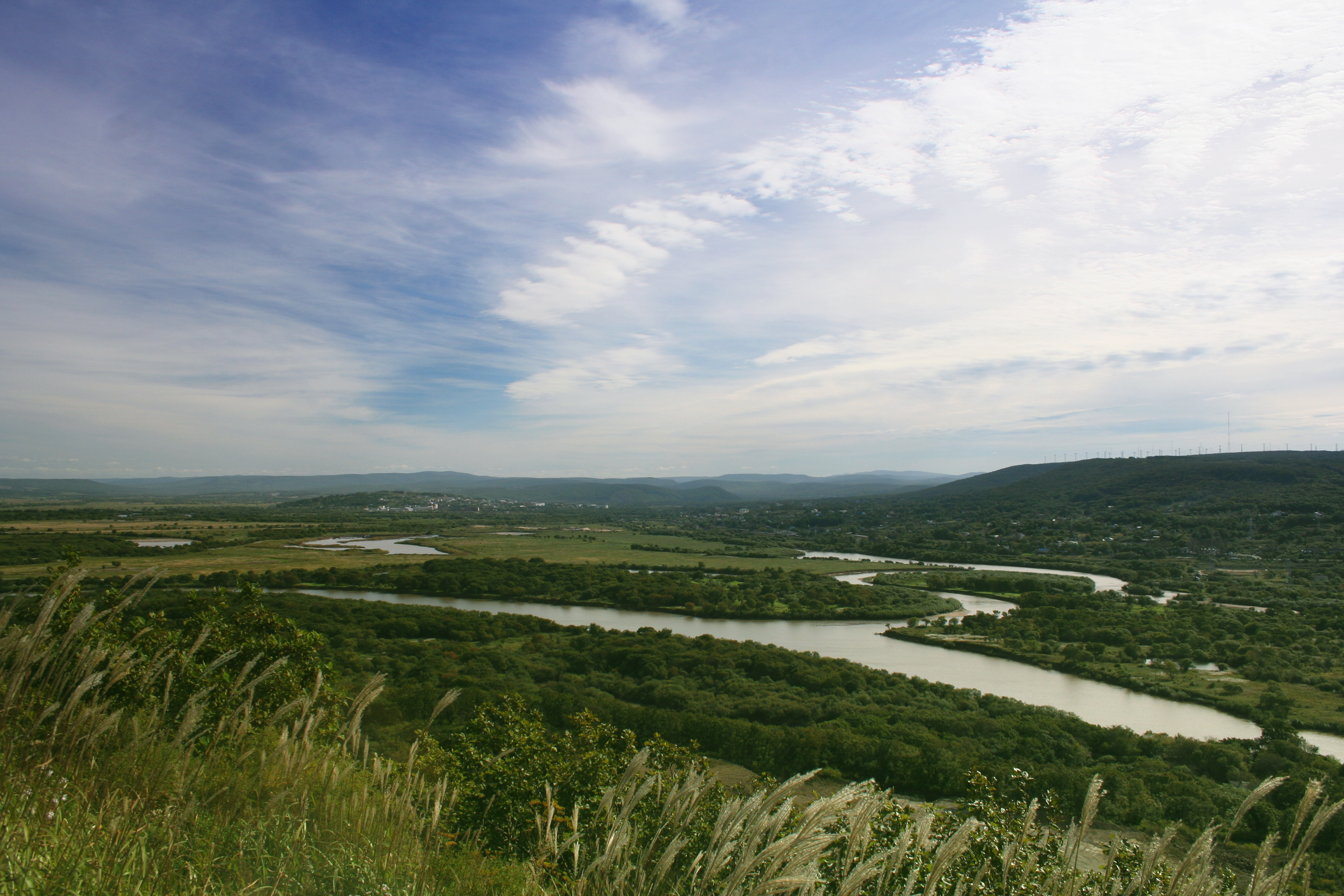
Vallée de la Suifen.
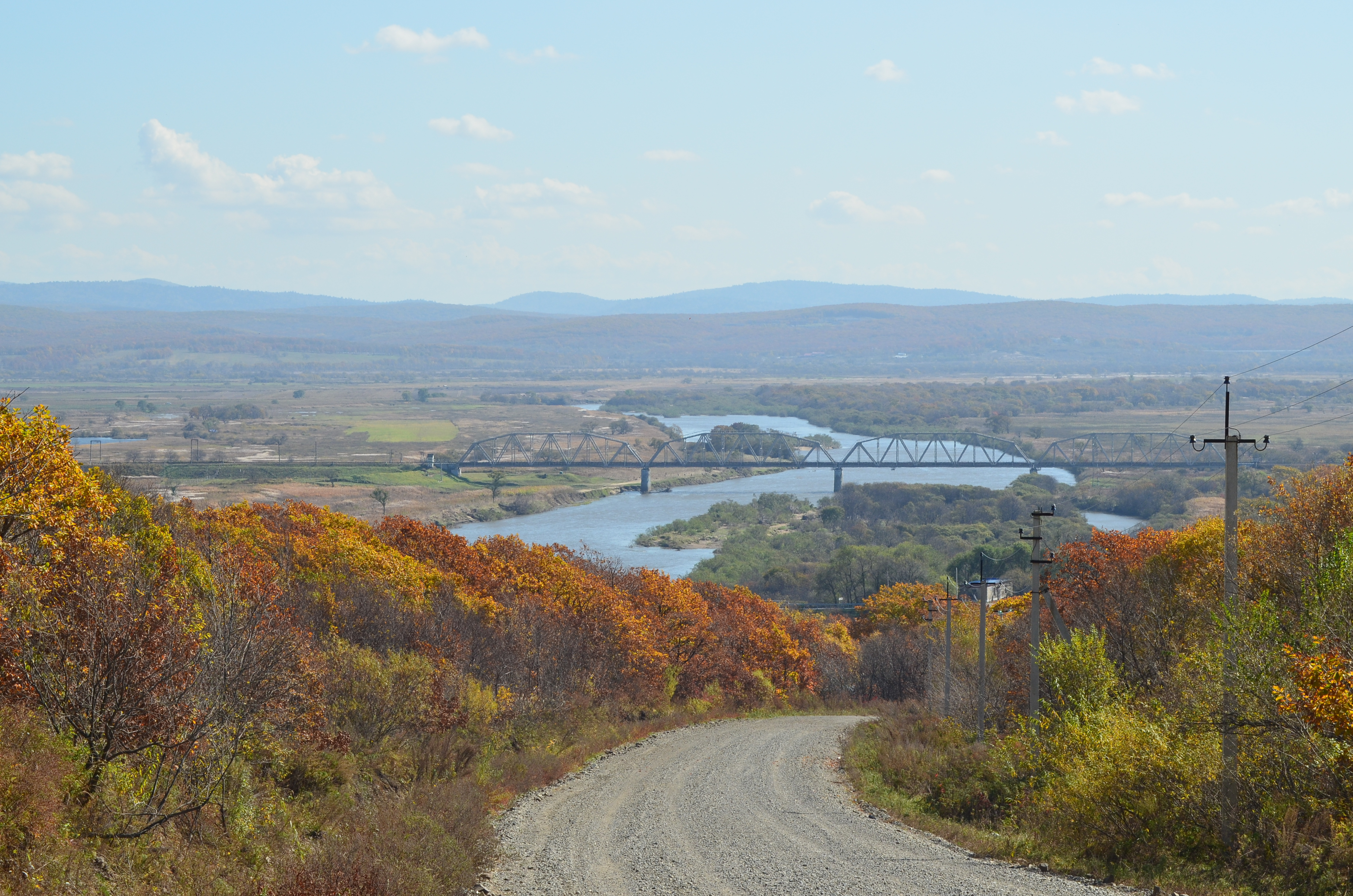
Vue de la Suifen depuis le volcan Baranovski.
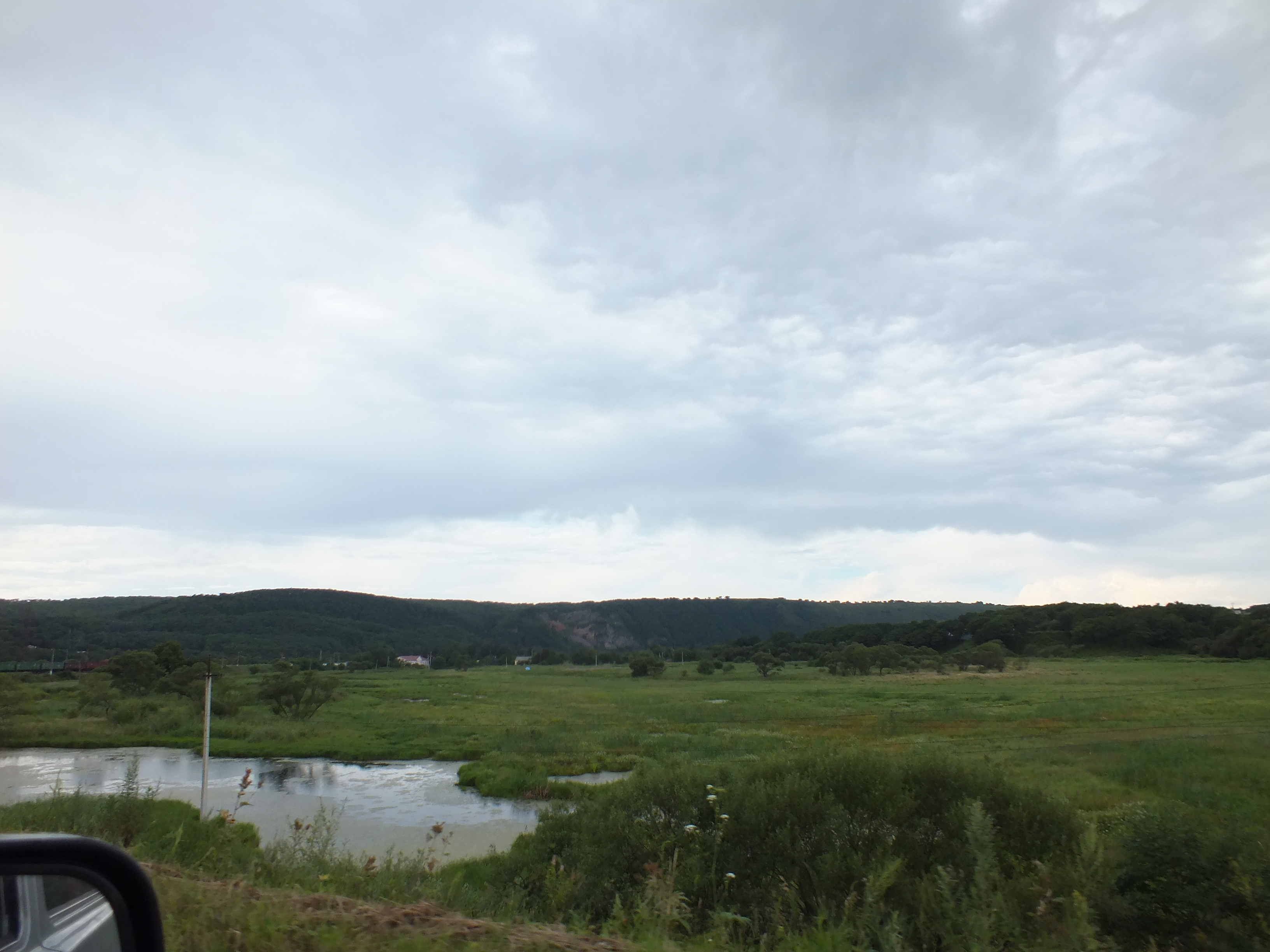
Plaine à Terekhovka.

## Histoire
Il a été formé en 1937.
Le 27 juillet 2023, la douma de Vladivostok a voté un projet de loi pour annexer 1 371 hectares du raïon de Nadejda. Cela devrait permettre la création d'une ville satellite, en transformant les territoires annexés en un sixième arrondissement de Vladivostok. Mais le 3 août, les 11 députés du raïon de Nadejda ont tous voté contre le projet de loi, avis soutenu par les habitants du raïon. Les villages qui se verraient annexer selon le projet, pour l'instant reporté, sont : Volno-Nadejdinskoïe, Zapadny, Chmidtovka, Zima Ioujnaïa, De-Vries, Prokhaldnoïe, ainsi que des territoires non peuplés.

## Politique et administration
Le raïon de Nadejda est un raïon municipal, qui comprend donc des municipalités. Il y a ainsi 3 municipalités, qui sont tous des établissements ruraux. Chaque municipalité a son propre pouvoir exécutif et sa propre assemblée locale.
| № | Municipalité                        | Centre administratif | Nombre de localités | Population (2021) | Superficie (km²) |
| - | ----------------------------------- | -------------------- | ------------------- | ----------------- | ---------------- |
| 1 | Établissement urbain de Nadejda     | Volno-Nadejdinskoïe  | 18                  | 21 867            | 537.61           |
| 2 | Établissement rural de Razdolnoïe   | Razdolnoïe           | 13                  | 8570              | 958.00           |
| 3 | Établissement rural de Tavritchanka | Tavritchanka         | 3                   | 8913              | 100.06           |

## Démographie
Recensements (*) ou estimations de la population,:
| 1939*  | 1959*  | 1970*  | 1979*  | 1989*  | 2002*  |
| ------ | ------ | ------ | ------ | ------ | ------ |
| 17 583 | 37 241 | 35 132 | 36 823 | 43 012 | 40 197 |

| 2010*  | 2012   | 2013   | 2014   | 2015   | 2016   |
| ------ | ------ | ------ | ------ | ------ | ------ |
| 39 161 | 38 942 | 38 622 | 38 232 | 38 209 | 38 534 |

| 2017   | 2018   | 2019   | 2020   | 2021*  | 2022   |
| ------ | ------ | ------ | ------ | ------ | ------ |
| 38 698 | 38 746 | 38 451 | 38 692 | 39 350 | 39 700 |

| 2023   | - | - | - | - | - |
| ------ | - | - | - | - | - |
| 40 669 | - | - | - | - | - |

## Localités
Le raïon de Nadejda comptait au 29 juin 2023 34 localités. La localité la plus peuplée était Volno-Nadejdinskoïe avec 8 403 habitants au recensement de 2021.
| Liste des localités | Liste des localités | Liste des localités | Liste des localités         | Liste des localités         |
| N°                  | Localité            | Statut              | Population Recensement 2010 | Population Recensement 2021 |
| ------------------- | ------------------- | ------------------- | --------------------------- | --------------------------- |
| 1                   | 25e km              | caserne ferroviaire | 36                          |                             |
| 2                   | 9208e km            | pazezd              | 48                          |                             |
| 3                   | Alekseïevka         | possoliok           | 365                         |                             |
| 4                   | Baranovski          | gare ferroviaire    | 439                         |                             |
| 5                   | Vinevitino          | gare ferroviaire    | 75                          |                             |
| 6                   | Volno-Nadejdinskoïe | village             | 6694                        | 8 403                       |
| 7                   | Gornoïe             | possoliok           | 1                           |                             |
| 8                   | Gorodetchnoïé       | possoliok           | 292                         |                             |
| 9                   | Davydovka           | possoliok           | 81                          |                             |
| 10                  | Deviati Val         | possoliok           | 658                         |                             |
| 11                  | De-Vries            | possoliok           | 48                          |                             |
| 12                  | Zapadny             | possoliok           | 524                         |                             |
| 13                  | Zima Ioujnaïa       | possoliok           | 470                         |                             |
| 14                  | Kiparissovo         | village             | 875                         |                             |
| 15                  | Kiparissovo-2       | possoliok           | 541                         |                             |
| 16                  | Klioutchevoï        | possoliok           | 251                         |                             |
| 17                  | Mirni               | possoliok           | 103                         |                             |
| 18                  | Mirni               | possoliok           | 101                         |                             |
| 19                  | Morskoï             | village             | 435                         |                             |
| 20                  | Novi                | possoliok           | 5932                        | 5 763                       |
| 21                  | Olenevod            | possoliok           | 823                         |                             |
| 22                  | Prokhladnoïe        | village             | 1704                        | 2 171                       |
| 23                  | Razdolnoïe          | possoliok           | 8194                        | 5 705                       |
| 24                  | Rybatchi            | possoliok           | 178                         |                             |
| 25                  | Sirenevka           | possoliok           | 100                         |                             |
| 26                  | Soloveï Klioutch    | possoliok           | 375                         | 1 131                       |
| 27                  | Steklozavodski      | possoliok           | 151                         |                             |
| 28                  | Tavritchanka        | possoliok           | 7926                        | 8 108                       |
| 29                  | Taïojnoïe           | possoliok           | 395                         |                             |
| 30                  | Terekhovka          | village             | 566                         |                             |
| 31                  | Timofeïevka         | possoliok           | 260                         |                             |
| 32                  | Tikhoïe             | possoliok           | 376                         |                             |
| 33                  | Tonnel              | possoliok           | 32                          |                             |
| 34                  | Tchmidtovka         | possoliok           | 112                         |                             |

## Économie
Le raïon de Nadeja est traversé par la route fédérale A370, qui relie Khabarovsk au nord à Vladivostok au sud, ainsi que par le Transsibérien. La route régionale 05A-214 commence à une sortie de l'A370 à Razdolnoïe dans le raïon, pour aller au sud-ouest vers Khassan, la Chine et la Corée du Nord.